# Адміністративний поділ Куби
Адміністрати́вний поділ Ку́би — адміністративно-територіальний поділ Республіки Куба. Станом на 2011 рік країна поділяється на 14 провінцій, 1 особливий муніципалітет (Ісла-де-ла-Хувентуд) і 1 особливе місто-столицю (Гавана). Провінції поділяються на муніципалітети. У складі муніципалітетів перебувають міста і містечка.
Історично, територія країни ділилася на шість провінцій. У 1976 році були внесені зміни: замість 6 провінцій, 58 районів і 407 муніципій територія країни була розділена на 14 провінцій і 167 муніципій. При цьому, Провінція Ор'єнте була розділена на п'ять нових провінцій. Провінція Санта-Клара в 1976 році була розділена на три. Також провінція Камагуей була розділена на Сьєго-де-Авіла і, власне, Камагуей. У серпні 2010 року було прийнято рішення про створення з 1 січня 2011 року двох нових провінцій шляхом поділу провінції Гавана на дві частини. При цьому до провінції Артеміс відійшли також три муніципалітети на сході провінції Пінар-дель-Ріо: Сан-Крістобаль, Баїя-Онда, Канделарія.

## Провінції

### після 2011
| 1. Пінар-дель-Ріоська провінція 2. Артеміська провінція 3. Гавана (особливе місто) 4. Маябекеська провінція 5. Матансаська провінція 6. Сьєнфуегоська провінція 7. Вілья-Кларська провінція 8. Санкті-Спіритуська провінція 9. Сьєго-де-Авільська провінція 10. Камагуейська провінція 11. Лас-Тунаська провінція 12. Гранмська провінція 13. Ольгінська провінція 14. Сантьяго-де-Кубинська провінція 15. Гуантанамська провінція 16. Ісла-де-ла-Хувентуд (особливий муніципалітет) |

### 1976—2011
| 1. Ісла-де-ла-Хувентуд (особливий муніципалітет) 2. Пінар-дель-Ріоська провінція 3. Гаванська провінція 4. Гавана (особливе місто) 5. Матансаська провінція 6. Сьєнфуегоська провінція 7. Вілья-Кларська провінція 8. Санкті-Спіритуська провінція 9. Сьєго-де-Авільська провінція 10. Камагуейська провінція 11. Лас-Тунаська провінція 12. Гранмська провінція 13. Ольгінська провінція 14. Сантьяго-де-Кубинська провінція 15. Гуантанамська провінція |

### 1879—1976
| 1. Пінар-дель-Ріоська провінція 2. Гаванська провінція 3. Матансаська провінція 4. Санта-Кларська провінція 5. Камагуейська провінція 6. Східна провінція |

## Демографія
Нас. = Населення. Джерело: Кубинський перепис населення 2002 року 
| Провінція           | Адм. центр            | Нас. (2005) | Нас. (%) | Площа (км²) | Площа (%) | Густота  |
| ------------------- | --------------------- | ----------- | -------- | ----------- | --------- | -------- |
| Камагуей            | Камагуей              | 784 178     | 7.02     | 14 134      | 13.2      | 50.22    |
| Сьєго-де-Авіла      | Сьєго-де-Авіла        | 411 766     | 3.68     | 5 962       | 5.6       | 60.70    |
| Сьєнфуегос          | Сьєнфуегос            | 395 183     | 3.54     | 4 149       | 3.9       | 94.54    |
| Місто Гавана        | Гавана                | 2 328 000   | 19.70    | 740         | 0.7       | 3 053.49 |
| Гранма              | Баямо                 | 822 452     | 7.36     | 8 452       | 7.9       | 98.20    |
| Гуантанамо          | Гуантанамо            | 507 118     | 4.54     | 6 366       | 6.0       | 82.22    |
| Ольгін              | Ольгін                | 1 021 321   | 9.14     | 9 105       | 8.5       | 109.90   |
| Ісла-де-ла-Хувентуд | Нуева-Херона          | 86 559      | 0.77     | 2 199       | 2.1       | 35.78    |
| Гавана              | Гавана                | 711 066     | 6.36     | 5 669       | 5.3       | 124.06   |
| Лас-Тунас           | Вікторія-де-Лас-Тунас | 525 485     | 4.70     | 6 373       | 6.0       | 79.77    |
| Матанзас            | Матанзас              | 670 427     | 6.00     | 11 669      | 10.0      | 56.80    |
| Пінар-дель-Ріо      | Пінар-дель-Ріо        | 726 574     | 6.50     | 10 860      | 10.2      | 66.63    |
| Санкті-Спіритус     | Санкті-Спіритус       | 460 328     | 4.12     | 6 737       | 6.3       | 68.33    |
| Сантьяго-де-Куба    | Сантьяго-де-Куба      | 1 036 281   | 9.27     | 6 343       | 5.9       | 168.32   |
| Вілья-Клара         | Санта-Клара           | 817 395     | 7.31     | 8 069       | 7.6       | 97.17    |
| Куба                | Гавана                | 11 177 743  |          | 106 827     |           | 101.72   |